# Et l'amour dans tout ça ?
Pour plus de détails, voir Fiche technique et Distribution.
Et l'amour dans tout ça ? est une comédie romantique britannique réalisée par Shekhar Kapur, sortie en 2022.

## Fiche technique
Sauf indication contraire, les informations mentionnées dans cette section peuvent être confirmées par la base de données cinématographiques Unifrance,  présente dans la section « Liens externes ».
- Titre original : What's Love Got to Do With It?
- Réalisation : Shekhar Kapur
- Scénario : Jemima Khan
- Musique : Nitin Sawhney
- Décors : Simon Elliott
- Photographie : Remi Adefarasin
- Montage : Guy Bensley et Nick Moore
- Production : Nicky Kentish Barnes, Jemima Khan, Tim Bevan et Eric Fellner
  - Producteur délégué : Sarmad Masud, Ron Halpern, Anna Marsh, Joe Naftalin, Sarah Harvey et Lucas Webb
- Sociétés de production : Working Title Films, Studiocanal et Instinct Productions
- Société de distribution : Studiocanal
- Pays de production :  Royaume-Uni
- Langue originale : anglais
- Format : couleur — 2,35:1
- Genre : Comédie romantique
- Durée : 109 minutes
- Dates de sortie :
  - Canada : 10 septembre 2022 (Toronto)
  - Belgique : 16 octobre 2022 (Gand)
  - Royaume-Uni : 24 février 2023
  - France : 8 mars 2023

## Distribution
Sauf indication contraire ou complémentaire, les informations mentionnées dans cette section proviennent du générique de fin de l'œuvre audiovisuelle présentée ici.
- Lily James (VF : Alexia Papineschi) : Zoe Stevenson
- Shazad Latif (VF : Julien Allouf) : Kaz Khan
- Shabana Azmi (VF : Annie Le Youdec) : Aisha Khan
- Emma Thompson (VF : Frédérique Tirmont) : Cath Stevenson
- Sajal Ali (VF : Lauryanne Philippe) : Maymouna
- Oliver Chris (VF : Damien Ferrette) : James
- Asim Chaudhry (VF : Xavier Fagnon) : Mo, le marieur
- Jeff Mirza (VF : Bernard Bollet) : Zahid Khan
- Alice Orr-Ewing (VF : Audrey Sourdive) : Helena

 Source et légende : version française (VF) sur RS Doublage